# Idriz Hošić
Idriz Hošić (ur. 17 lutego 1944 w Prijedorze) – piłkarz bośniacki grający na pozycji napastnika. W swojej karierze rozegrał 2 mecze w reprezentacji Jugosławii.

## Kariera klubowa
Karierę piłkarską Hošić rozpoczynał w klubach Željezničar Prijedor i Famos Hrasnica. Następnie w 1966 roku przeszedł do Partizana Belgrad. W sezonie 1966/1967 zadebiutował w nim w pierwszej lidze jugosłowiańskiej. W Partizanie grał do końca sezonu 1969/1970. Z kolei w 1966 roku dotarł z nim do finału Pucharu Mistrzów, jednak w przegranym 1:2 finałowym meczu z Realem Madryt nie zagrał.
W 1970 roku Hošić wyjechał do RFN i został zawodnikiem 1. FC Kaiserslautern. W Bundeslidze zadebiutował 15 sierpnia 1970 w przegranym 3:5 wyjazdowym meczu z Herthą Berlin, w którym strzelił gola. W 1972 roku wystąpił w barwach Kaiserslautern w przegranym 0:5 spotkaniu Pucharu Niemiec z FC Schalke 04.
W 1973 roku Hošić przeszedł do MSV Duisburg. W nowym zespole swój debiut zanotował 11 sierpnia 1973 w domowym meczu z Hannoverem 96 (1:1). W MSV grał przez sezon i w 1974 roku zakończył karierę sportową.
| Sezon   | Klub                 | Kraj       | Rozgrywki  | Mecze | Bramki |
| ------- | -------------------- | ---------- | ---------- | ----- | ------ |
| 1966/67 | FK Partizan          | Jugosławia | Prva liga  | 16    | 10     |
| 1967/68 | FK Partizan          | Jugosławia | Prva liga  | 15    | 8      |
| 1968/69 | FK Partizan          | Jugosławia | Prva liga  | 25    | 11     |
| 1969/70 | FK Partizan          | Jugosławia | Prva liga  | 17    | 6      |
| 1970/71 | 1. FC Kaiserslautern | RFN        | Bundesliga | 22    | 8      |
| 1971/72 | 1. FC Kaiserslautern | RFN        | Bundesliga | 26    | 13     |
| 1972/73 | 1. FC Kaiserslautern | RFN        | Bundesliga | 26    | 10     |
| 1973/74 | MSV Duisburg         | RFN        | Bundesliga | 13    | 1      |

## Kariera reprezentacyjna
W reprezentacji Jugosławii Hošić zadebiutował 27 kwietnia 1968 roku w przegranym 0:3 towarzyskim meczu z Czechosłowacją. W 1968 roku został powołany do kadry Jugosławii na Mistrzostwa Europy 1968. Na tym turnieju rozegrał jeden mecz, finałowy z Włochami (0:2). Z Jugosławią wywalczył wicemistrzostwo Europy. W reprezentacji Jugosławii rozegrał 2 spotkania, oba w 1968 roku.
| Mecze i gole w reprezentacji | Mecze i gole w reprezentacji | Mecze i gole w reprezentacji | Mecze i gole w reprezentacji | Mecze i gole w reprezentacji | Mecze i gole w reprezentacji | Mecze i gole w reprezentacji |
| #                            | Data                         | Stadion                      | Rywal                        | Wynik                        | Gol                          | Rozgrywki                    |
| 1968                         | 1968                         | 1968                         | 1968                         | 1968                         | 1968                         | 1968                         |
| ---------------------------- | ---------------------------- | ---------------------------- | ---------------------------- | ---------------------------- | ---------------------------- | ---------------------------- |
| 1.                           | 27.04.1968                   | Bratysława, Czechosłowacja   | Czechosłowacja               | 0:3                          | 0                            | towarzyski                   |
| 2.                           | 10.06.1968                   | Rzym, Włochy                 | Włochy                       | 0:2                          | 0                            | ME 1968                      |